# Herrarnas singelsculler i rodd vid olympiska sommarspelen 1972
Herrarnas singelsculler i rodd vid olympiska sommarspelen 1972 avgjordes mellan den 27 augusti och 2 september 1972. Grenen hade totalt 18 deltagare från 18 länder.

## Medaljörer
| Gren          | Guld                 | Silver                | Brons                        |
| Singelsculler | Jurij Maljsjev (URS) | Alberto Demiddi (ARG) | Wolfgang Güldenpfennig (GDR) |

## Resultat

### Heat

#### Heat 1
| Placering | Roddare           | Land         | Tid     |
| --------- | ----------------- | ------------ | ------- |
| 1         | Alberto Demiddi   | Argentina    | 7:46,09 |
| 2         | Udo Hild          | Västtyskland | 7:48,12 |
| 3         | Melchior Bürgin   | Schweiz      | 8:00,20 |
| 4         | Janis Rodmanis    | Chile        | 8:23,38 |
| 5         | James Butterfield | Bermuda      | 8:29,20 |
| 6         | Guillermo Spamer  | Mexiko       | 8:38,63 |

#### Heat 2
| Placering | Roddare                | Land            | Tid     |
| --------- | ---------------------- | --------------- | ------- |
| 1         | Jurij Maljsjev         | Sovjetunionen   | 7:42,67 |
| 2         | Wolfgang Güldenpfennig | Östtyskland     | 7:46,31 |
| 3         | Seán Drea              | Irland          | 7:47,64 |
| 4         | James Dietz            | USA             | 7:57,85 |
| 5         | Jaroslav Hellebrand    | Tjeckoslovakien | 7:58,15 |
| 6         | Lennart Bälter         | Sverige         | 8:12,92 |

#### Heat 3
| Placering | Roddare          | Land           | Tid     |
| --------- | ---------------- | -------------- | ------- |
| 1         | Jordan Valtjev   | Bulgarien      | 7:50,29 |
| 2         | Murray Watkinson | Nya Zeeland    | 7:51,29 |
| 3         | Kenneth Dwan     | Storbritannien | 7:57,49 |
| 4         | Kim Børgesen     | Danmark        | 7:58,94 |
| 5         | Hideo Okamoto    | Japan          | 8:20,82 |
| 6         | José Margues     | Portugal       | 8:39,73 |

### Återkval

#### Återkval 1
| Placering | Roddare           | Land         | Tid     |
| --------- | ----------------- | ------------ | ------- |
| 1         | Udo Hild          | Västtyskland | 7:48,11 |
| 2         | Seán Drea         | Irland       | 7:50,27 |
| 3         | Kim Børgesen      | Danmark      | 7:56,66 |
| 4         | Lennart Bälter    | Sverige      | 8:11,07 |
| 5         | James Butterfield | Bermuda      | 8:26,16 |

#### Återkval 2
| Placering | Roddare                | Land            | Tid     |
| --------- | ---------------------- | --------------- | ------- |
| 1         | Wolfgang Güldenpfennig | Östtyskland     | 8:05,19 |
| 2         | Kenneth Dwan           | Storbritannien  | 8:10,32 |
| 3         | Jaroslav Hellebrand    | Tjeckoslovakien | 8:19,28 |
| 4         | Janis Rodmanis         | Chile           | 8:29,66 |
| 5         | José Marques           | Portugal        | 8:54,27 |

#### Återkval 3
| Placering | Roddare          | Land        | Tid     |
| --------- | ---------------- | ----------- | ------- |
| 1         | James Dietz      | USA         | 7:59,13 |
| 2         | Melchior Bürgin  | Schweiz     | 8:04,81 |
| 3         | Murray Watkinson | Nya Zeeland | 8:11,51 |
| 4         | Hideo Okamoto    | Japan       | 8:27,36 |
| 5         | Guillermo Spamer | Mexiko      | 8:40,76 |

### Semifinaler

#### Semifinal A/B

##### Semifinal 1
| Placering | Roddare                | Land            | Tid     |
| --------- | ---------------------- | --------------- | ------- |
| 1         | Alberto Demiddi        | Argentina       | 8:10,01 |
| 2         | Wolfgang Güldenpfennig | Östtyskland     | 8:16,35 |
| 3         | Melchior Bürgin        | Schweiz         | 8:16,95 |
| 4         | Jordan Valtjev         | Bulgarien       | 8:17,64 |
| 5         | Seán Drea              | Irland          | 8:27,70 |
| 6         | Jaroslav Hellebrand    | Tjeckoslovakien | 8:44,60 |

##### Semifinal 2
| Placering | Roddare          | Land           | Tid     |
| --------- | ---------------- | -------------- | ------- |
| 1         | Jurij Maljsjev   | Sovjetunionen  | 8:13,49 |
| 2         | James Dietz      | USA            | 8:21,54 |
| 3         | Udo Hild         | Västtyskland   | 8:26,37 |
| 4         | Kim Børgesen     | Danmark        | 8:27,93 |
| 5         | Murray Watkinson | Nya Zeeland    | 8:30,88 |
| 6         | Kenneth Dwan     | Storbritannien | 8:38,62 |

### Finaler

#### Final B
| Placering | Roddare             | Land            | Tid     |
| --------- | ------------------- | --------------- | ------- |
| 1         | Seán Drea           | Irland          | 7:55,33 |
| 2         | Jordan Valtjev      | Bulgarien       | 7:59,55 |
| 3         | Kenneth Dwan        | Storbritannien  | 8:00,38 |
| 4         | Murray Watkinson    | Nya Zeeland     | 8:05,42 |
| 5         | Kim Børgesen        | Danmark         | 8:09,04 |
| 6         | Jaroslav Hellebrand | Tjeckoslovakien | 8:11,04 |

#### A-final
| Placering | Roddare                | Land          | Tid     |
| --------- | ---------------------- | ------------- | ------- |
| 1         | Jurij Maljsjev         | Sovjetunionen | 7:10,12 |
| 2         | Alberto Demiddi        | Argentina     | 7:11,53 |
| 3         | Wolfgang Güldenpfennig | Östtyskland   | 7:14,45 |
| 4         | Udo Hild               | Västtyskland  | 7:20,81 |
| 5         | James Dietz            | USA           | 7:24,81 |
| 6         | Melchior Bürgin        | Schweiz       | 7:31,99 |